# Mnium integrifolium
Mnium integrifolium är en bladmossart som beskrevs av Bridel 1803. Mnium integrifolium ingår i släktet stjärnmossor, och familjen Mniaceae. Inga underarter finns listade i Catalogue of Life.